# 아카사키 슈헤이
아카사키 슈헤이(일본어: 赤﨑 秀平, 1991년 9월 1일 ~ )는 일본의 축구 선수이다.

## 구단 경력
그는 2013년부터 2022년까지 J리그의 가시마 앤틀러스, 감바 오사카, 가와사키 프론탈레, 나고야 그램퍼스, 베갈타 센다이에서 활동하였다.